# Església de Sant Miquel de Cluj-Napoca

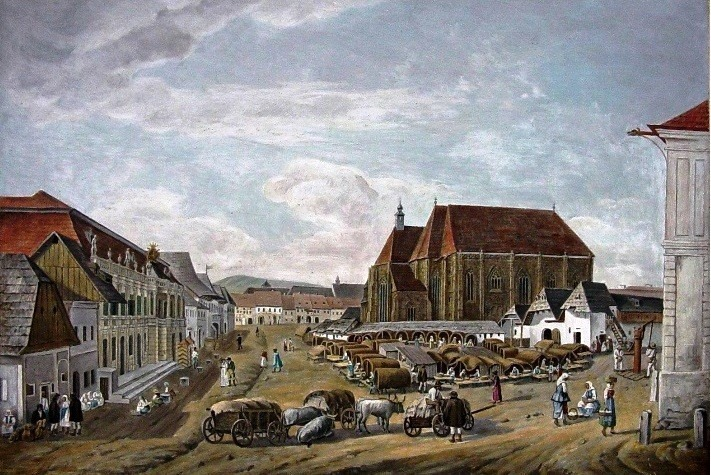
El 1840

Església de Sant Miquel (en romanès: Biserica Sfântul Mihail, en hongarès: Szent Mihály-templom) és una església catòlica romana d'estil gòtic a Cluj-Napoca. És la segona església més gran (després de la Biserica Neagră de Brașov) de la regió geogràfica de Transsilvània (Romania). La nau fa 50 metres de llarg i 24 d'amplada, l'absis fa 20 × 10 m. La torre amb una alçada de 76 metres (80 metres inclosa la creu) és la més alta de Transsilvània. El portal occidental està decorat amb els tres escuts d'armes de Sigismund com a rei d'Hongria, com a rei de Bohèmia i com a emperador del Sacre Imperi Romanogermànic.
La construcció es va iniciar probablement en lloc de la capella de Sant Jaume. El finançament de l'església va ser realitzat en part pels ciutadans, en part a partir dels ingressos de les indulgències. El primer document relacionat de 1349, signat per l'arquebisbe d'Avinyó i quinze bisbes més, atorga la indulgència a aquells que contribueixen a la il·luminació i mobiliari de l'església de Sant Miquel. La construcció es va acabar entre 1442-1447, l'antiga torre es va construir entre 1511-1545. La torre que s'aixeca avui es va erigir el 1862.
L'església es va convertir, juntament amb la població local, al protestantisme entre 1545-1566. A continuació, el partit més radical unitari es va fer càrrec en el període 1566-1716. Finalment, va ser confiscada en la contrareforma pel govern dels Habsburg que va donar suport a l'església catòlica.
El més antic de les seves seccions és l'altar, inaugurat el 1390, mentre que la part més nova és el rellotge de la torre, construïda en estil gòtic revival (1837-1862).
Alguns fets històrics importants que van tenir lloc a l'església:
- 26 de juliol de 1551: la reina Isabel d'Hongria lliura la corona hongaresa al general Castaldo, el diputat de Ferran I., i cedeix amb Hongria i Transsilvània.
- 23 d'octubre de 1556: la reina Isabel torna i recupera el regnat de Transsilvània, en nom del seu fill, el nen Joan II Sigismund Zápolya
- 27 de març de 1601: tercera investidura de Sigismund Báthory com a príncep de Transsilvània.
- 12 de febrer de 1607: elecció de Sigismund Rákóczi com a príncep de Transsilvània.
- 7 de març de 1608: elecció de Gabriel Báthory com a príncep de Transsilvània.
- 13 d'octubre de 1613: elecció de Gabriel Bethlen com a príncep de Transsilvània.
- 18 de maig de 1944: discurs d'Áron Márton, bisbe de l'Església Catòlica Romana de Transsilvània, en què va condemnar fermament la deportació de jueus.

## Galeria

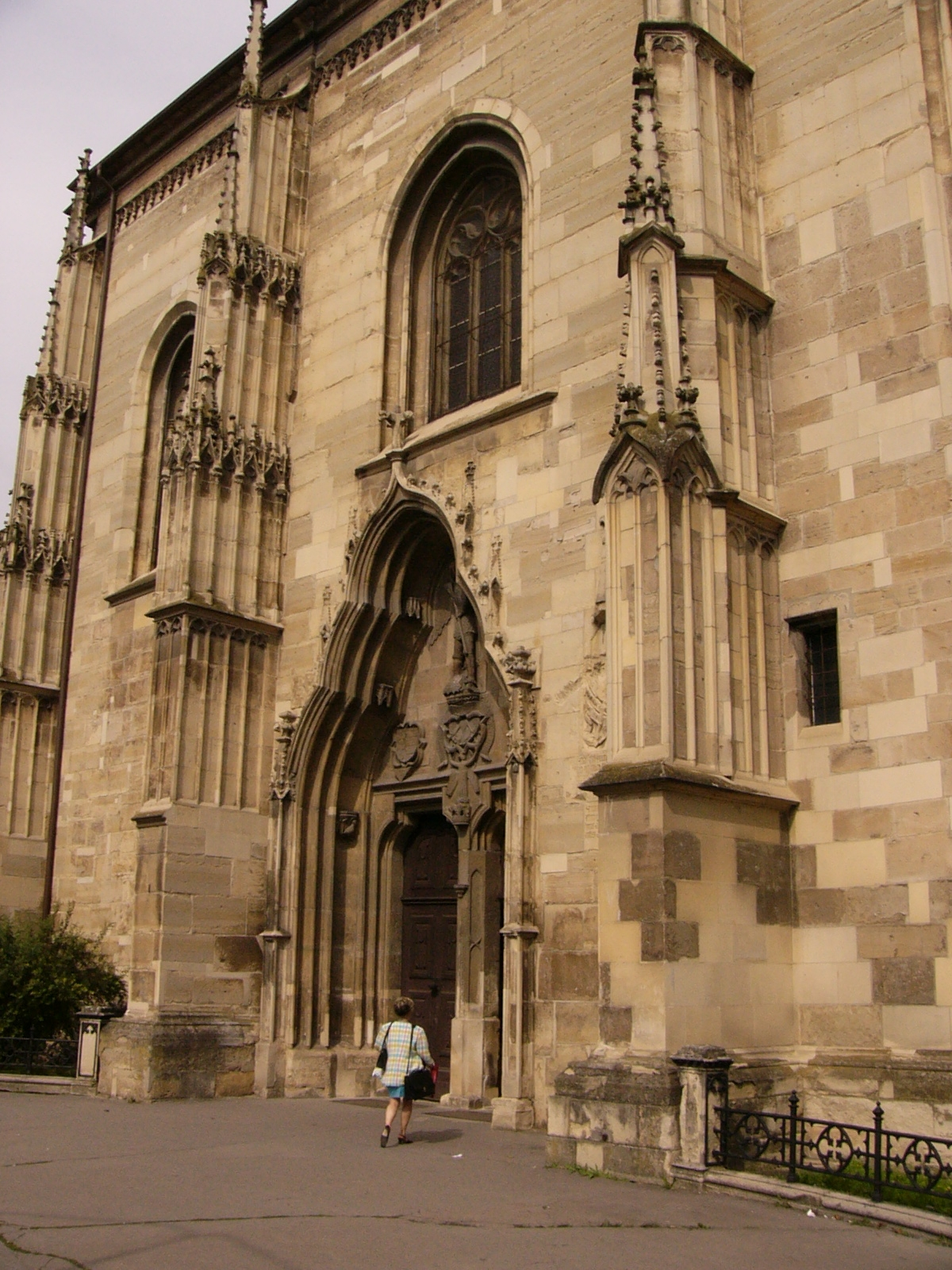
L'entrada
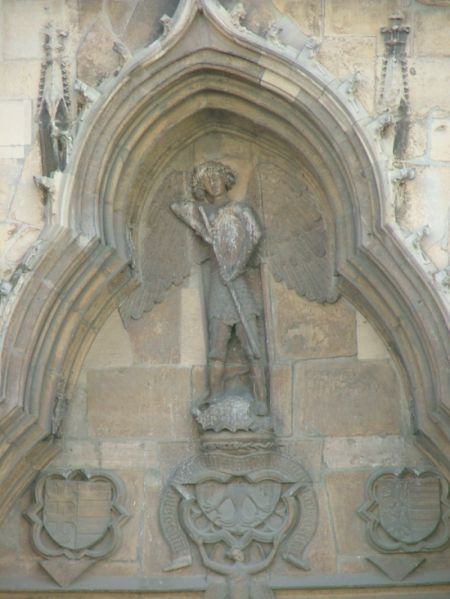
Els tres escuts de Sigismund I al portal occidental
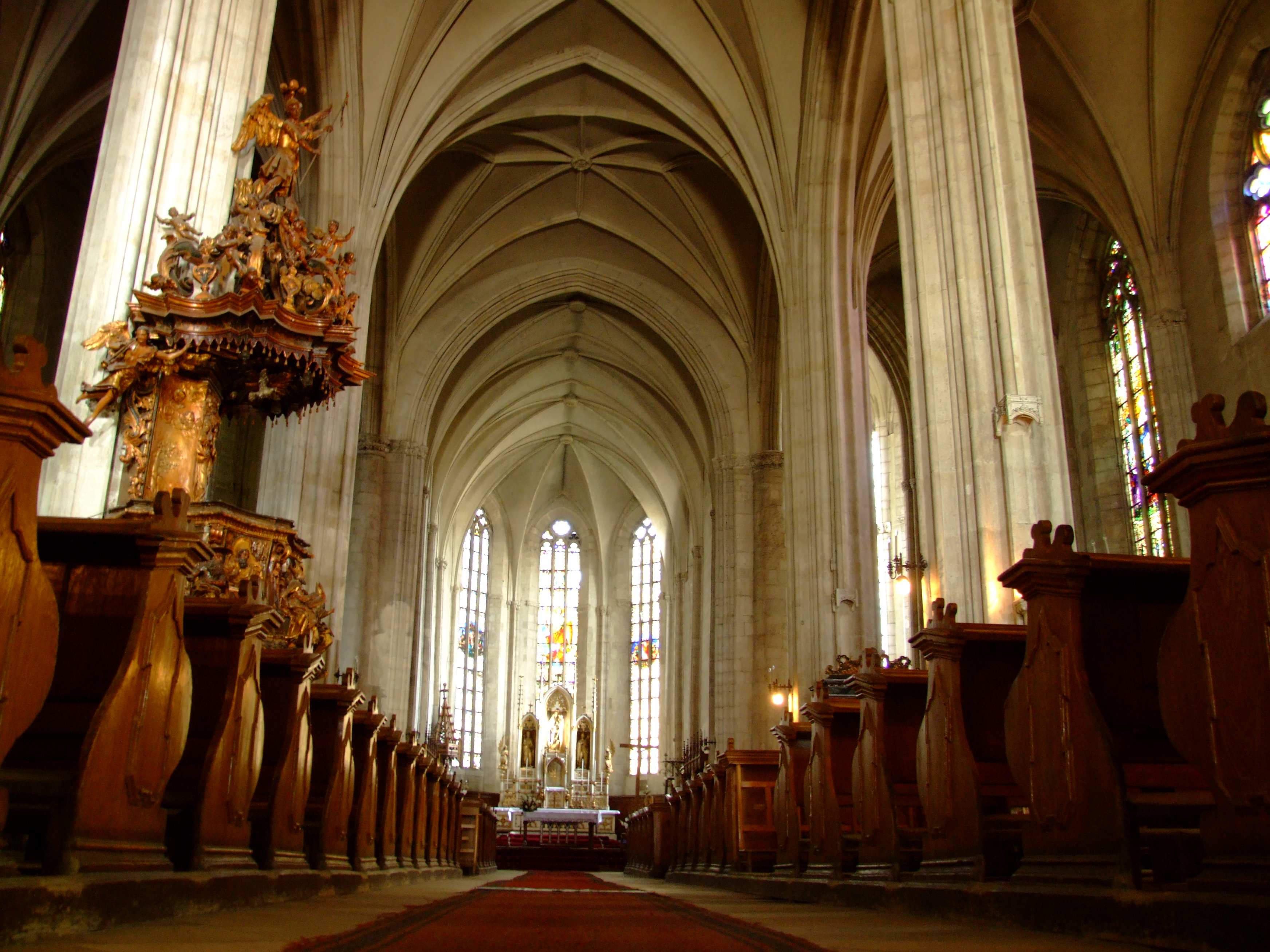
L'interior
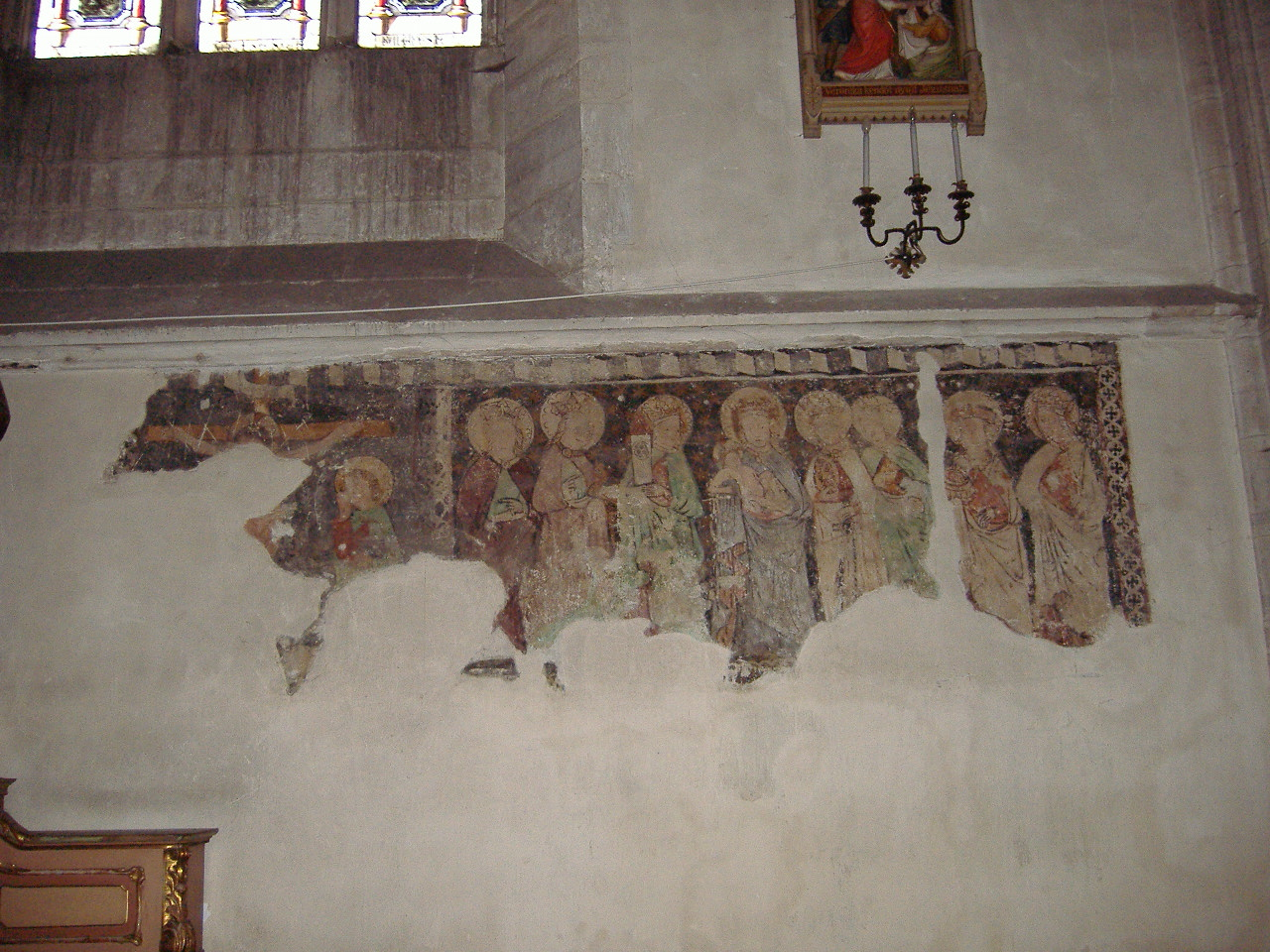
Les restes dels frescos
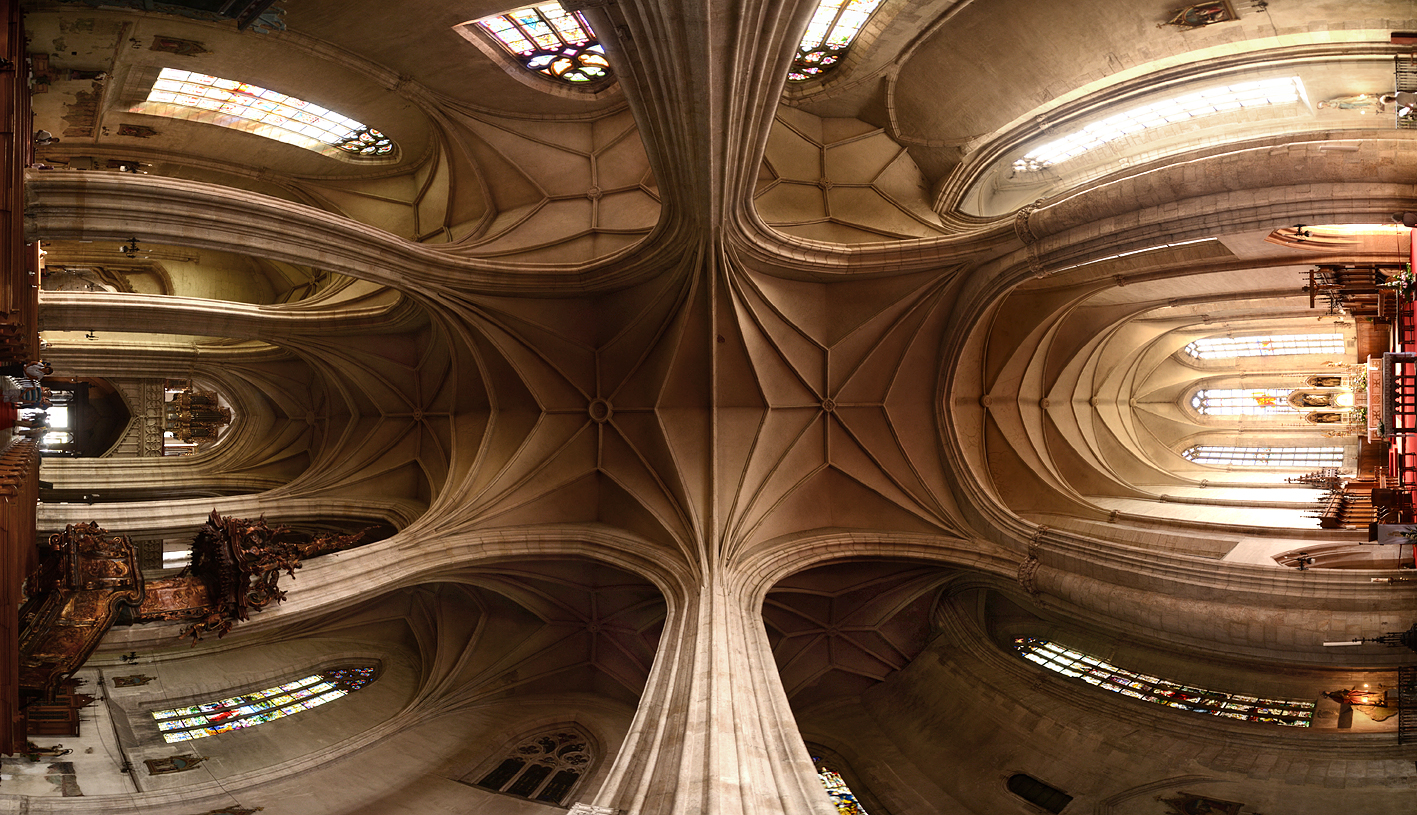
El sistema de voltes